# Pepinillo frito

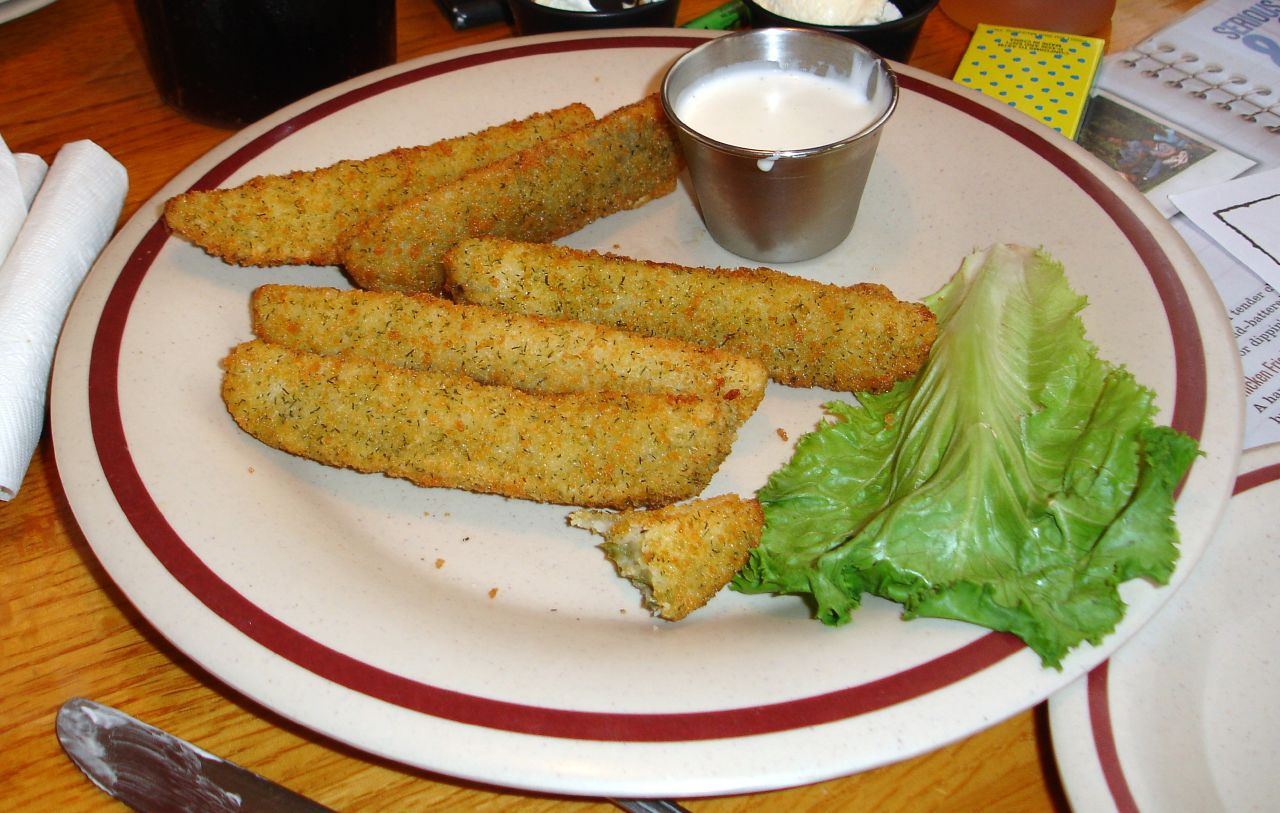
Pepinillos fritos.

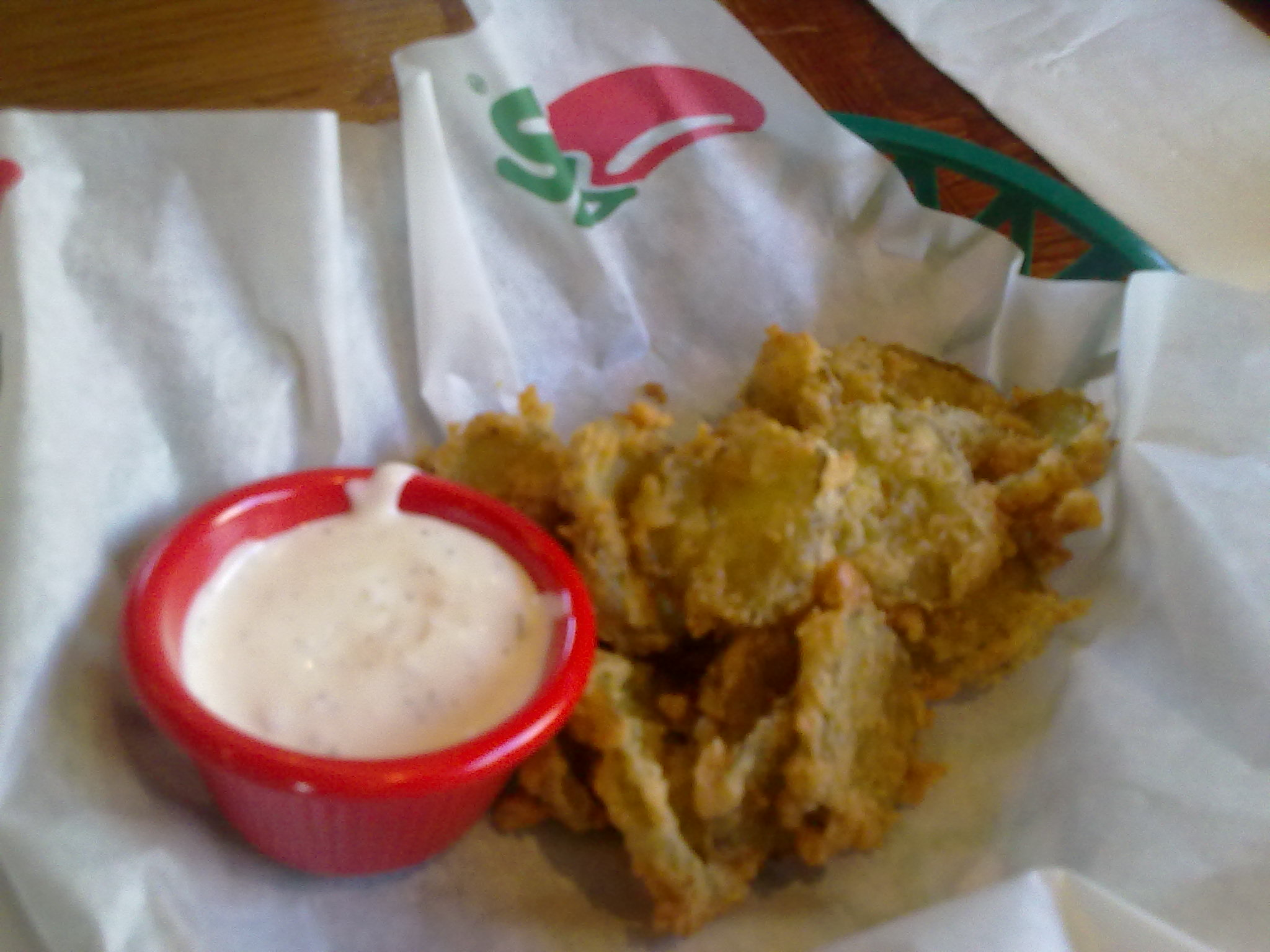
Pepinillos fritos con salsa de queso azul.

Un pepinillo frito es un aperitivo presente habitualmente en la gastronomía del sur de Estados Unidos. Se hace friendo un pepinillo encurtido rebozado entero o en rodajas.
El pepinillo frito fue popularizado por Bernell Fatman Austin en 1963 en el Duchess Drive In ubicado en Atkins (Arkansas). Su receta solo es conocida por su familia y se usa cada año en el festival Picklefest de Atkins, celebrado en mayo.
Los pepinillos fritos se sirven en fiestas culinarias y menús de restaurantes y franquicias de todo el país. Pueden tomarse como aperitivo o como acompañamiento de otros platos.